# Amaryllideae
Amaryllideae é uma tribo de plantas bolbosas pertencente à família Amaryllidaceae.

## Descrição
A tribo Amaryllideae caracteriza-se pela presença de fibras cartilaginosas nas folhas, escapos com esclerênquima, pólen bissulcado com exina espinulosa (os grãos de pólen são monossulcados e com exina reticulada nos restantes géneros da família) e pelos óvulos unitégmicos. As sementes dos membros desta tribo são verdes e carnosas e não apresentam período de dormência ou latência, pelo que germinam rapidamente, mesmo sobre a planta mãe. Vários géneros populares em jardinagem pertencem a esta tribo, enteiramente africana, taiss como Amaryllis, Crinum e Nerine.

## Subtribos
A tribo Amaryllideae inclui as siguintes subtribos:
- Subtribo:Amaryllidinae - 
  - Géneros: Amaryllis
- Subtribo:Boophoninae - 
  - Géneros: Boophone
- Subtribo:Crininae - 
  - Géneros:Ammocharis - Crinum  - Cybistetes
- Subtribo:Strumariinae
  - Géneros:Brunsvigia - Crossyne - Hessea - Namaquanula - Nerine - Strumaria[2]